# 一ノ瀬さくら
一ノ瀬 さくら（いちのせ さくら、1987年11月3日 - ）は、日本の元AV女優。身長:153cm。スリーサイズ:B83(D-65)・W56・H83。

## 略歴
青森県出身。2007年6月にAVデビュー。
2008年に引退。

## 出演作品

### アダルトビデオ
2007年
- 中出しされた妹（6月1日、トライハートコーポレーション） ※デビュー作
- プリティーワイフ（7月1日、トライハートコーポレーション）
- 凌辱学園性活（8月1日、トライハートコーポレーション）
- コスプレ総合病院24時（9月1日、トライハートコーポレーション）
- AKIBA.JK（11月25日、ブリット）
- 美少女アイドルの本気ファック（12月1日、トライハートコーポレーション）
- インモラル天使（12月1日、シネマジック）

2008年
- 生姦制服少女 「もう、これ以上酷い事はしないで下さい。」（2月1日、ワンズファクトリー）
- 一ノ瀬さくら初アナル 肛門ロリータパイパン浣腸アナルFUCK（2月19日、クロス）
- 淫乱クンニ好きお姉さんはパイパン少女を舐めマニア（4月19日、クロス）

### テレビ番組
- 桃のふくらみ（MONDO TV）